# Угличский уезд
У́гличский уе́зд — административно-территориальная единица Ярославской губернии Российской империи и РСФСР, существовавшая в 1777—1929 годах. Уездный город — Углич.

## География
Угличский уезд располагался на правом берегу Волги в юго-западной части Ярославской губернии. Граничил с Мышкинским, Рыбинским, Романов-Борисоглебским, Ярославским и Ростовским уездами Ярославской губернии, Переславским уездом Владимирской губернии и Калязинским уездом Тверской губернии. Площадь уезда составляла 3037,8 кв. вёрст.

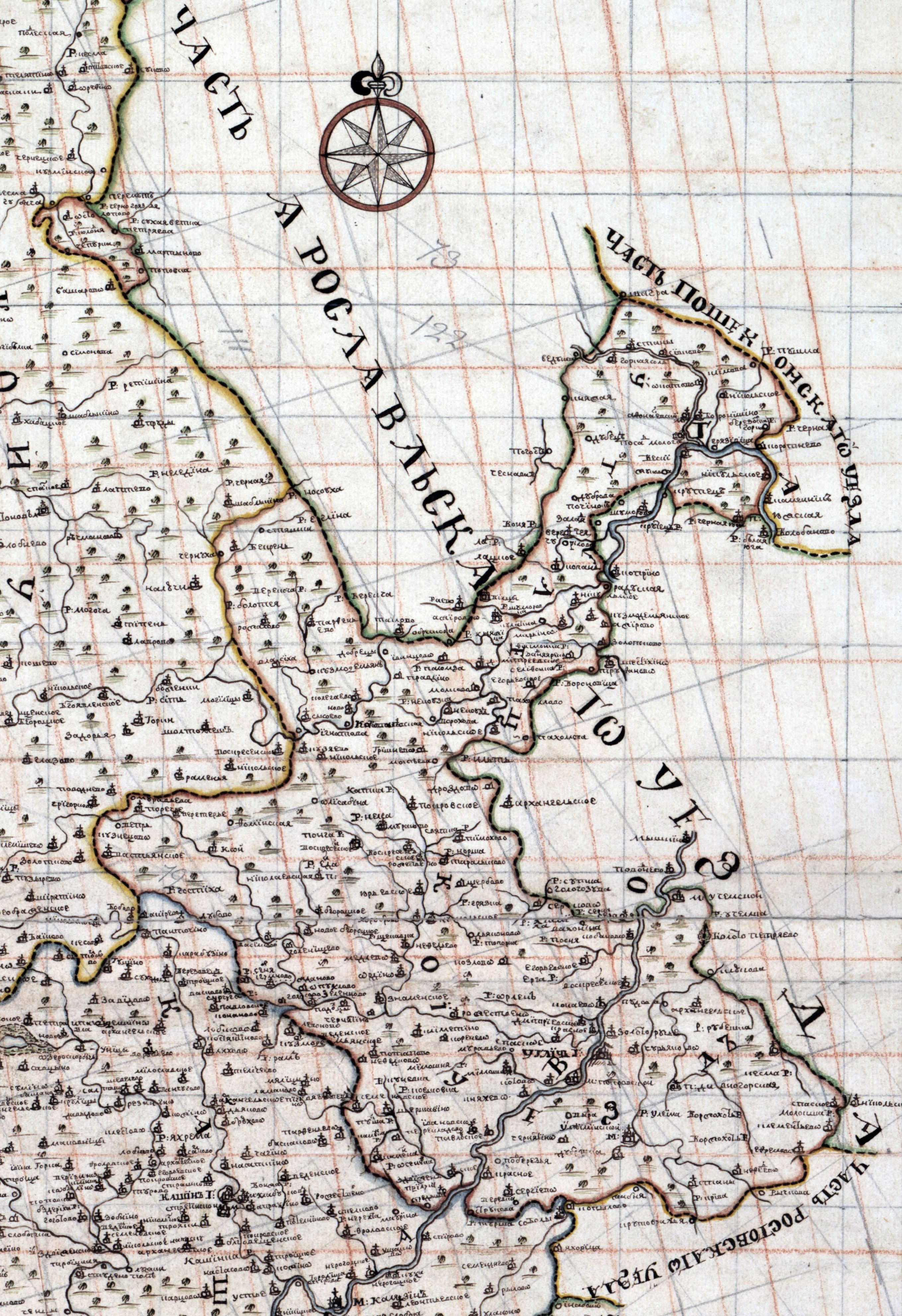
Углицкий уезд на карте Углицкой провинции. 1733 год

### Современное положение

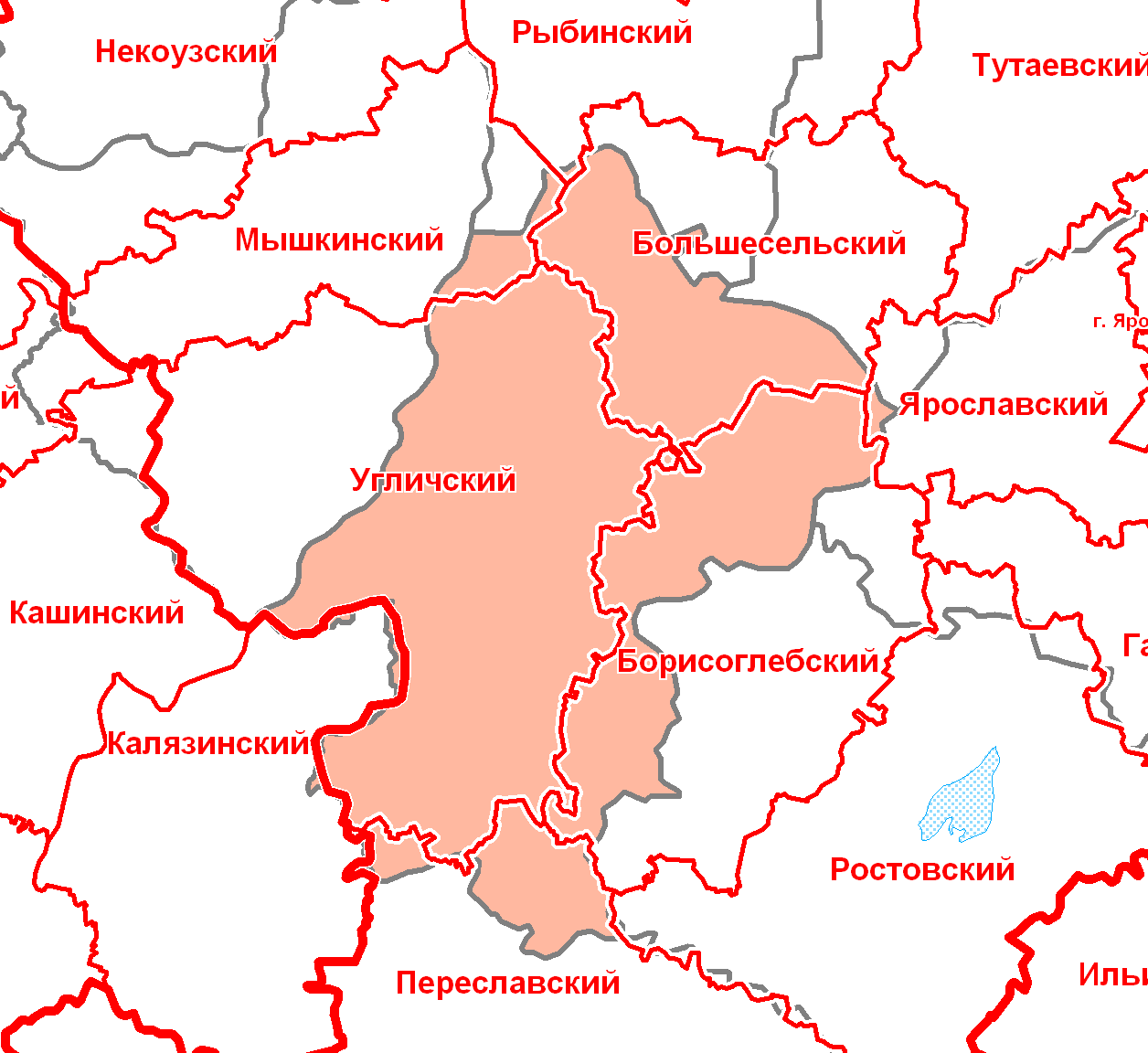
Угличский уезд в современной сетке районов

В настоящее время территория Угличского уезда (в границах на 1917 год) входит в состав 5 районов Ярославской области:
- Угличского района
- Мышкинского района
- Большесельского района
- Борисоглебского района
- Переславского района

## История
Угличский уезд начал формироваться еще в период феодальной раздробленности, однако не имел тогда постоянных, четко установленных границ. С ликвидацией в 1520—30-х годах удельной системы в Углич стали назначаться наместники из Москвы. Постепенно он стал административным центром Углицкого (Угличского) уезда, который в начале XVII века состоял из 6 станов: Городского, Елоцкого, Кацкого, Рожаловского, Моложского, Койского и волости Кестьма.
В связи с указом Петра I от 18 декабря 1708 года был включен в состав Санкт-Петербургской (Ингерманландской в 1708—1710 годах) губернии. В 1719 году при делении губернии на провинции территория уезда вошла в состав Углицкой провинции. В июле 1727 года Углицкая провинция передана в Московскую губернию, на её территории были организованы уезды, как административные единицы, в том числе Угличский. Указом Екатерины II провинции ликвидировались, проводилось новое административно-территориальное деление. 23 февраля 1777 года создано Ярославское наместничество, среди 12 его уездов был Угличский. Указом Павла I от 12 декабря 1796 года было введено новое деление государства на губернии. В ходе преобразования Ярославского наместничества в губернию территория уезда изменилась, к нему отошли части упразднённых Борисоглебского и Петровского уездов. В XIX веке значительных изменений в составе Угличского уезда не произошло. В связи с реформой 1861 года он был разделен на 16 волостей (2 стана по 8 волостей).
В 1918 году в состав Угличского уезда перешли 4 волости Мышкинского уезда: Муравьевская, Спасская, Плосковская и Прилукская. С февраля 1921 по февраль 1923 год уезд входит в состав Рыбинской губернии. В 1923 году к нему присоединились Климатинская и часть Егорьевской волости Мышкинского уезда, части Алексейцевской и Андреевской волостей Тутаевского уезда и часть Никольской волости Рыбинского уезда. Части Новосельской и Покровской волостей отошли к Рыбинскому уезду, а часть Якимовской к Ярославскому. Тогда же утверждено новое деление на 9 укрупненных волостей. 
В 1929 году уезд ликвидирован, его территория вошла в состав Ярославского округа Ивановской промышленной области.

## Население
По сведениям 1859 года население уезда составляло 102 041 жителей.
По переписи 1897 года в уезде было 94 573 жителей (35 950 мужчин и 58 623 женщины). 
По данным переписи населения 1926 года Угличский уезд Ярославской губернии имел площадь 4023 км², 1492 населённых пункта с населением 132 277 человек.

## Административное деление
В 1862 году в Угличском уезде было 15 волостей: Большесельская (Юхотская), Васильевская, Высоковская, Заозерская, Ивановская, Малаховская, Никольская, Ново-Заозерская, Новосельская, Новская, Покровская, Усоловская, Цепелевская, Чурьяковская, Якимовская.
В 1890 году в состав уезда входило 16 волостей
| № п/п | Волость        | Волостное правление | Число селений | Население |
| ----- | -------------- | ------------------- | ------------- | --------- |
| 1     | Большесельская | с. Большое          | 69            | 4637      |
| 2     | Васильевская   | с. Василево         | 40            | 6268      |
| 3     | Высоковская    | с. Высоково         | 40            | 6600      |
| 4     | Ермоловская    | д. Ермолово         | 54            | 4263      |
| 5     | Заозерская     | с. Заозерье         | 32            | 7118      |
| 6     | Ильинская      | с. Ильинское        | 81            | 9195      |
| 7     | Клементьевская | с. Клементьево      | 34            | 3557      |
| 8     | Кондаковская   | с. Кондаково        | 29            | 4821      |
| 9     | Микляевская    | д. Микляево         | 29            | 6925      |
| 10    | Неверковская   | с. Неверково        | 37            | 4692      |
| 11    | Никольская     | с. Никольское       | 81            | 4915      |
| 12    | Новосельская   | с. Новое            | 95            | 4064      |
| 13    | Покровская     | с. Покровское       | 110           | 3129      |
| 14    | Сигорская      | д. Путчино          | 49            | 7781      |
| 15    | Улейминская    | с. Улейминская      | 83            | 10451     |
| 16    | Якимковская    | д. Данильцево       | 62            | 3659      |

В 1913 году в уезде также было 16 волостей.
В полицейском отношении уезд был разделён на 2 стана:
- 1-й стан, становая квартира с. Авдотьино.
- 2-й стан, становая квартира с. Ильинское.

В городе Угличе — полицейский надзиратель.
В 1923 году в уезде было 9 укрупнённых волостей:
- Большесельская — с. Большое,
- Высоковская — с. Высоково,
- Заозерская — с. Заозерье,
- Калининская — с. Ильинское,
- Ленинская — г. Углич,
- Микляевская — д. Микляево,
- Неверковская — с. Неверково,
- Радищевская — с. Никольское,
- Свердловская — г. Углич.

## Населённые пункты
Крупнейшие населённые пункты по переписи населения 1897 года, жит.:
- г. Углич — 9698
- с. Заозерье — 2069
- с. Большое — 485

## Известные уроженцы
- Василий Фёдорович Ушаков (1891—1941) — русский поэт-самоучка.
- Михаил Ильич Кошкин (1898—1940) — советский конструктор, начальник КБ танкостроения Харьковского завода, создавшего знаменитый танк Т-34.

## Уездные предводители дворянства[9]
| Года правления | Фамилия, Имя, Отчество            | Должность/Чин                                 |
| -------------- | --------------------------------- | --------------------------------------------- |
| 1778-1783      | Сухово-Кобылин Фёдор Васильевич   | Подполковник                                  |
| 1784-1786      | Соковнин Сергей Петрович          | Капитан                                       |
| 1787-1790      | Супонев Николай Авдеевич          | Секунд-майор                                  |
| 1790-1792      | Григорьев Яков Васильевич         | Коллежский асессор                            |
| 1793-1795      | Змеев Александр Степанович        | Прапорщик                                     |
| 1796-1798      | Змеев Павел Васильевич            | Секунд-майор                                  |
| 1799-1800      | Жихманов Евграф Иванович          | Надворный советник                            |
| 1801           | Змеев Александр Степанович        | Прапорщик                                     |
| 1802-1804      | Малов Пётр Михайлович             | Майор                                         |
| 1804           | Сукин Иван Михайлович             | Коллежский советник                           |
| 1805-1807      | Веляшев-Волынцев Дмитрий Иванович | Артиллерии полковник                          |
| 1807-1808      | Змеев Павел Васильевич            | Секунд-майор                                  |
| 1809-1811      | Арнаутов Алексей Петрович         | Капитан-лейтенант                             |
| 1812-1816      | Мезенцев Павел Петрович           | Надворный советник                            |
| 1816-1817      | Арнаутов Алексей Петрович         | Капитан-лейтенант                             |
| 1818           | Потопчин Алексей Григорьевич      | Капитан                                       |
| 1818-1829      | Орлов Николай Алексеевич          | Поручик                                       |
| 1830-1832      | Смагин Петр Петрович              | Артиллерии поручик                            |
| 1833-1841      | Епифанов Платон Васильевич        | Гвардии подполковник                          |
| 1841-1843      | Арнаутов Александр Алексеевич     | Коллежский асессор, надворный советник (1843) |
| 1843-1844      | Яминский Никанор Васильевич       | Генерал-майор                                 |
| 1845-1847      | Потопчин Дмитрий Алексеевич       | Подполковник                                  |
| 1848-1850      | Маклаков Иван Иванович            | Надворный советник                            |
| 1851           | Соболев Валериан Алексеевич       | Поручик                                       |
| 1851-1861      | Арнаутов Александр Алексеевич     | Коллежский советник, статский советник (1857) |
| 1861-1862      | Мезенцев Валериан Павлович        | Полковник                                     |
| 1863-1866      | Сербенин Пётр Николаевич          | Штабс-ротмистр                                |
| 1867-1873      | Коробовский Дмитрий Сергеевич     | Коллежский регистратор                        |
| 1874-1875      | Прокшин Михаил Петрович           | Коллежский асессор                            |
| 1875-1885      | Соковнин Николай Николаевич       | Надворный советник                            |
| 1885-1892      | Колмогоров Яков Степанович        | Надворный советник, статский советник (1891)  |
| 1893           | Тучков Николай Павлович           | Генерал-лейтенант                             |
| 1893-1898      | Калачов Дмитрий Викторович        | Коллежский регистратор                        |